# Unitat 731
La Unitat 731  (en japonès 731部隊 Nana-san-ichi Butai) era un centre secret d'investigació dedicat a la guerra química i biològica al servei de l'exèrcit imperial on es van violar sistemàticament els drets humans de presoners de guerra i civils (xinesos en la seva major part) pel fet d'experimentar amb ésser humans, durant la Segona Guerra Sinojaponesa. En un primer moment el seu nom oficial va ser “ Departament de purificació de l'aigua i prevenció epidèmica “(関東軍防疫給水部本部 Bōeki Kyūsuibu Honbu) que depenia de la Kempeitai (la policia militar que va ser un instrument fonamental en l'estat policíac que es va instaurar al Japó). La 731 estava ubicada al districte de Pingfang (xinès simplificat: 平房区; xinès tradicional: 平房區; pinyin: Píngfáng Qū), de la ciutat de Harbin, capital de Heilongjiang. Les seves instal·lacions es van construir entre els anys 1934 i 1939 i fou dirigida per Shiro Ishii. L'any 1941 va ser denominant “Unitat 731”. Malgrat les atrocitats que es van practicar (viviseccions, cambres de gas, congelacions, inoculacions d'agents patògens, etc.) perquè les víctimes eren considerades “maruta" (丸太) com si fossin coses o infrahumans. Shiro Ishii i els seus col·laboradors científics no varen sofrir represàlies. A canvi de la informació sobre els seus experiments amb éssers humans va aconseguir la immunitat.
El 1945, davant la imminent arribada de les tropes soviètiques que havien envaït l'estat titella de Manxukuo els responsables de la Unitat 731 van decidir eliminar les proves dels seus experiments i van destruir els edificis i laboratoris i van executar els encara supervivents. Fins, pràcticament a finals del segle xx, es va mantenir el secret, ja que a diferència dels nazis, els japonesos no van deixar rastres. Japó és l'únic país del món que ha refusat cooperar amb el Departament de Justícia dels Estats Units en les investigacions per crims de guerra.

## Introducció
La Unitat 731 es tracta d'un brutal programa d'experimentació científica desenvolupat al Japó, en el qual es van fer tota mena de proves a cossos humans vius relacionades amb armes biològiques. La immoralitat dels experiments que es van dur a terme van provocar una forta commoció a nivell mundial. Entre les dècades del 30 i fins a finals de la del 40, dins del marc de la Segona Guerra Mundial, l'Exèrcit Imperial Japonès va experimentar amb l'ús d'armes biològiques desenvolupades als laboratoris japonesos. Els ninots de pràctica van ser els presoners capturats durant la guerra i també la població civil, especialment els xinesos.
Els experiments dels científics nipons es van produir d'una forma tan cruel i despietada que esdevé un dels successos més lamentables, tant a la història del Japó com a nivell mundial.
La Unitat 731 camuflava les seves nombroses instal·lacions a les regions del nord de la Xina, concretament a Manxuquo, des d'on operaven amb una força bèl·lica, política i ideològica extrema, que el principi havia sorgit com un contraatac a la propaganda comunista, però no va trigar a ampliar els seus horitzons i intervenir en molts altres factors durant la Guerra. Les divisions de la Unitat 731, conegudes com els Kōdōha i que molts comparen a la Schutzstaffel nazi (SS), van promoure l'ideal de la supremacia racial japonesa, el sabotatge polític, l'espionatge i, entre altres coses, l'experimentació amb cossos humans.
Quan es realitzaven els experiments amb humans, es feia servir el nom de «Maruta», que significa «tronc», i s'aplicava de forma sarcàstica, ja que per a les autoritats, les instal·lacions no eren més que una serradora de l'exèrcit. Sota aquests termes, l'experimentació científica no va tenir en consideració cap dels valors ètics i morals de les persones.

## Integrants
El principal membre de la Unitat 731 és Shiro Ishii (Tinent General), microbiòleg japonès i líder de la Unitat 731 durant els cruels experiments.
Ishii es va graduar a la prestigiosa Universitat de Kyoto l'any 1920 i seguidament va passar a formar part del Cos Mèdic de l'Exèrcit. L'any 1924 retorna a la Universitat i finalment l'any 1927 aconsegueix el doctorat. Quan es va firmar el protocol de Ginebra amb la prohibició d'utilitzar mitjans bacteriològics, es va veure submergit en l'interès de la creació d'armes bacteriològiques. És per això que un any després va viatjar com afegit militar per Europa i Estats Units, amb la finalitat d'aprendre tot allò que podia sobre les armes bacteriològiques utilitzades en la Primera Guerra Mundial.
En tornar, va promoure la necessitat d'investigació i fabricació d'aquestes per poder guanyar la guerra. Finalment va ser escoltat quan va dissenyar un filtre d'aigua per ajudar a aturar l'expansió d'una epidèmia de meningitis a Shikoku. Allò el va ajudar a guanyar renom i ràpidament es va fer amb un grup de patrocinadors i va rebre l'ajuda necessària de Sadao Araki, ministre de l'exèrcit i líder de la facció fonamentalista de l'exèrcit, gràcies al qual va poder establir un laboratori d'investigació clandestí a la província de Manxúria.
Ishii va convèncer a la resta de participants de la Unitat 731 que tot el que feien era per trobar tractaments per aniquilar totes les malalties causades pels microorganismes. Malgrat això, la crueltat dels seus mètodes d'investigació va causar una gran mortalitat de persones, provinents de totes les nacionalitats.
Finalment, quan el campament va ser tancat el 1945, Ishii va simular la seva pròpia mort per fugir de la pena per totes les morts que havia provocat, però els nord-americans el van descobrir i van obligar-lo a ser interrogat. Ishii va pactar amb els funcionaris nord-americans d'explicar tota la informació que havia tret de la Unitat 731 a canvi de la seva immunitat sobre els crims de guerra causats.
Ishii mai va ser jutjat com a criminal i va morir de càncer de gola amb seixanta-set anys, el 1959.
A banda de Shiro Ishii, cal esmentar altres membres importants de la Unitat 731 com Ryoichi Naito (Tinent Coronel), fundador de la companyia farmacèutica Creu Verda, Masaji Kitano, microbiòleg i segon comandant de Shiro Ishii, el qual va succeir durant dos anys i mig després de 1942, o Yoshio Shinozuka, Soldat Imperial servidor de la Unitat 731, encarregat de la realització dels experiments i viviseccions a les persones capturades a la Xina. El 1997 va fer una disculpa formal per les cruels morts al laboratori de la Unitat 731.

## Divisions i Instal·lacions

### Divisions
La Unitat 731 estava composta per 8 divisions:
1.    Es realitzaven investigacions sobre la pesta bubònica, la còlera, el carboncle, la febre tifoidea i la tuberculosi amb éssers humans. Es va fer una presó amb capacitat per a 300-400 persones aproximadament.
2.     S'ocupava de provar les armes biològiques, centrant-se en el disseny i la manufactura d'aparells capaços d'escampar paràsits i bacteris.
3.     S'ocupava de produir projectils carregats amb agents patògens. Localitzada a Harbin.
4.     Produïa diversos materials per als experiments.
5.     Entrenava als nous integrants del personal.
6, 7 i 8. Unitats mèdiques i administratives.

### Instal·lacions
La base de la Unitat 731 ocupava sis quilòmetres quadrats i constava de més de 150 edificis. El disseny de les instal·lacions feia que fos més difícil de ser destruïdes per bombardejos. El complex conté al seu interior diverses fàbriques. Allà hi havia al voltant de 4500 recipients que s'utilitzaven per criar a les puces, sis calderes gegants per produir diverses substàncies químiques i al voltant de 1800 contenidors per produir agents biològics. Alguns dels serveis del satèl·lit de la Unitat 731 encara estan en ús per algunes empreses industrials xineses. Una part s'ha conservat i està obert al públic com a museu de crims de guerra.

## Activitats
La Unitat 731 va realitzar la major part dels experiments amb els presoners de la guerra i també amb gent innocent d'origen xinès. Aquests, es dividien en dos grups: una part dels presos eren utilitzats com a blancs per a armes de foc i granades noves per tal de comprovar la seva eficàcia a diferents distàncies i potències. L'altre grup, el més important, servia per comprovar les reaccions del cos humà davant de diversos experiments biològics. Per obtenir la totalitat de símptomes de la persona infectada, no s'aplicaven anestèsies als pacients. D'una banda, exposaven les persones a temperatures extremes; alguns els congelaven per comprovar quanta estona duraven vius o per tallar-los-hi alguna part del cos i veure quan coagulava la sang, d'altres els sotmetien a altes temperatures per esbrinar quan es cremava la pell, o els ruixaven amb un llançaflames. D'altra banda, utilitzaven els pacients com a ninots de pràctiques per a experiments científics. En tots ells s'utilitzava la vivisecció, per tal de veure com reaccionaven els òrgans amb els patògens de diverses malalties i quant trigaven a deixar de funcionar. La finalitat principal de tots aquests experiments era esbrinar quina era la malaltia més letal per crear una bomba de puces portadores d'aquesta malaltia.

## Guerra biològica
Els investigadors japonesos van realitzar proves sobre els presoners amb pesta bubònica, el còlera, la verola, el botulisme, i altres malalties. Aquesta investigació va conduir al desenvolupament de la bomba de defoliació de bacils i de puces, utilitzada per difondre la pesta bubònica. Algunes d'aquestes bombes van ser dissenyades amb làmines de porcellana, una idea proposada pel mateix Ishii el 1938.
Aquestes bombes permetien als soldats japonesos realitzar atacs biològics, infectant l'agricultura, embassaments, pous i altres àrees amb àntrax, puces portadores de pesta, la febre tifoide, disenteria, còlera, i altres patògens letals. Durant els experiments amb bombes biològiques, els investigadors equipats amb vestits de protecció examinarien els cadàvers de les víctimes. Es van llençar subministraments d'aliments i peces de vestir infectades des d'avions en zones de la Xina no ocupades per les forces japoneses i van donar aliments i caramels enverinats a víctimes innocents per tal d'esbrinar els afectes immediats, a curt i a llarg termini de les persones infectades, amb la finalitat de descobrir el patogen més letal.
Hi va haver més casos d'infectació a poblacions xineses per part de la Unitat 731, amb la finalitat de recollir més proves: avions japonesos van sobrevolar onze ciutats xineses per llençar arròs i puces contaminades amb el microbi causant de la pesta (Yersinia pestis). Un atac sobre la ciutat de Changde va provocar, l'any 1941, 580.000 morts entre la població civil i 1.700 baixes entre les tropes japoneses a causa de les seves pròpies armes biològiques,  concretament mentre intentaven alliberar l'agent biològic, el qual sembla que tenia problemes seriosos en la distribució.
Durant els últims mesos de la Segona Guerra Mundial, el Japó tenia previst utilitzar la pesta com a arma biològica contra San Diego, Califòrnia. El pla va ser programat pel 22 de setembre de 1945, però el Japó es va rendir cinc setmanes abans.
Tots aquests brots de pesta a la Xina van ser la culminació de les investigacions japoneses. Tot i que es van recollir documents i testimonis, mai no s'ha pogut establir una relació directa entre les epidèmies i ells, potser a causa de les dificultats per realitzar una investigació necessària en aquells moments. Tot i això, es va acusar als japonesos d'utilitzar armes biològiques contra la Unió Soviètica i Mongòlia el 1939, contra la població civil xinesa entre 1940 i 1944 i contra les tropes xineses el 1942.

## La Unitat 731 en acabar la Segona Guerra Mundial
Un cop acabada la Segona Guerra Mundial, els principals membres de la Unitat 731 van ser acusats i jutjats per sotmetre als presoners de la guerra i ciutadans xinesos innocents a proves biològiques mortíferes. La sentència va ser dictada pels Estats Units al Judici de Tòquio, on, incomprensiblement, la majoria dels acusats van ser considerats innocents per insuficiència de proves sobre les activitats que realitzaven, i molts dels científics de la unitat van convertir-se més tard en catedràtics universitaris, investigadors i tècnics industrials d'importància que van ajudar a fer possible el miracle econòmic japonès durant la postguerra. El Judici de Tòquio guarda una relació amb el Judici de Nuremberg, en el qual també es van jutjar als nazis per experimentar científicament amb els jueus als camps de concentració. Fruit d'això, es va crear el Codi de Nuremberg, on posava límits ètics a l'experimentació científica. Per això es va rebre amb sorpresa la innocència dels membres de la unitat 731.
El rerefons d'aquest judici, però, és que els Estats Units van absoldre als científics de la Unitat 731 a canvi que aquests els donessin tota la informació sobre les armes biològiques, que havien anat recollint amb els experiments realitzats als presoners durant la Segona Guerra Mundial. Van defensar aquest intercanvi dient que si la informació arribava en mans dels russos podria desencadenar una catàstrofe mundial, i que per això necessitaven tenir ells la informació.

## Filmografia
- "Men behind the Sun"(dedicada a la memòria de les víctimes de la Unitat 731.Dirigida per Mou Tun-fei.
- "Philosophy of a knife"(pel·lícula en blanc i negre, amb un to documentalista, del director rus Andrey Iskanov (2008).